# Анастранґалія Рея
Анастранґа́лія Ре́я (лат. Anastrangalia reyi, Heyden, 1885 = Leptura inexspectata Jansson et Sjöberg, 1928 = Corymbia (Anastrangalia) reyi (Heyden) Pesarini & Sabbadini, 1994 = Leptura dubia var. ochracea Rey, 1885 = Leptura dubia var. reyi Heyden, 1889) — вид жуків з родини вусачі.

## Поширення
Європейський вид, поширений по всій Європі, на заході Росії, на Кавказі, входить до складу європейського зоогеографічного комплексу. У Карпатському регіоні розповсюджений у зоні передгірних соснових лісів, звичайним є у фізико-географічному районі Розточчя та Малого Полісся, тоді як у гірській місцевості й на Передкарпатті дуже рідкісний вид.

## Екологія
Літ комах триває з початку червня і до серпня. Імаго можна зустріти на квітах. Личинка розвивається у мертвій деревині смереки, зрідка ялиці.

## Морфологія

### Імаго
Морфологічно A. reyi дуже схожа на A. dubia. Дорослі комахи середнього розміру 8-12 мм завдовжки. Загальне забарвлення тіла чорне з червоними надкрилами у самок і буро-жовтими у самців. Надкрила часто затемнені з боків, на вершинах та по шві — у самців, а у самок — з чорними облямівками. Передньоспинка вкрита негустими стоячими волосками, внаслідок чого виглядає опушеною. Від A. dubia відрізняється маленькими скронями, які більш згладжені і не виступають так сильно.

## Життєвий цикл
Життєвий цикл триває 2-3 роки.